# Гаскойн, Джордж

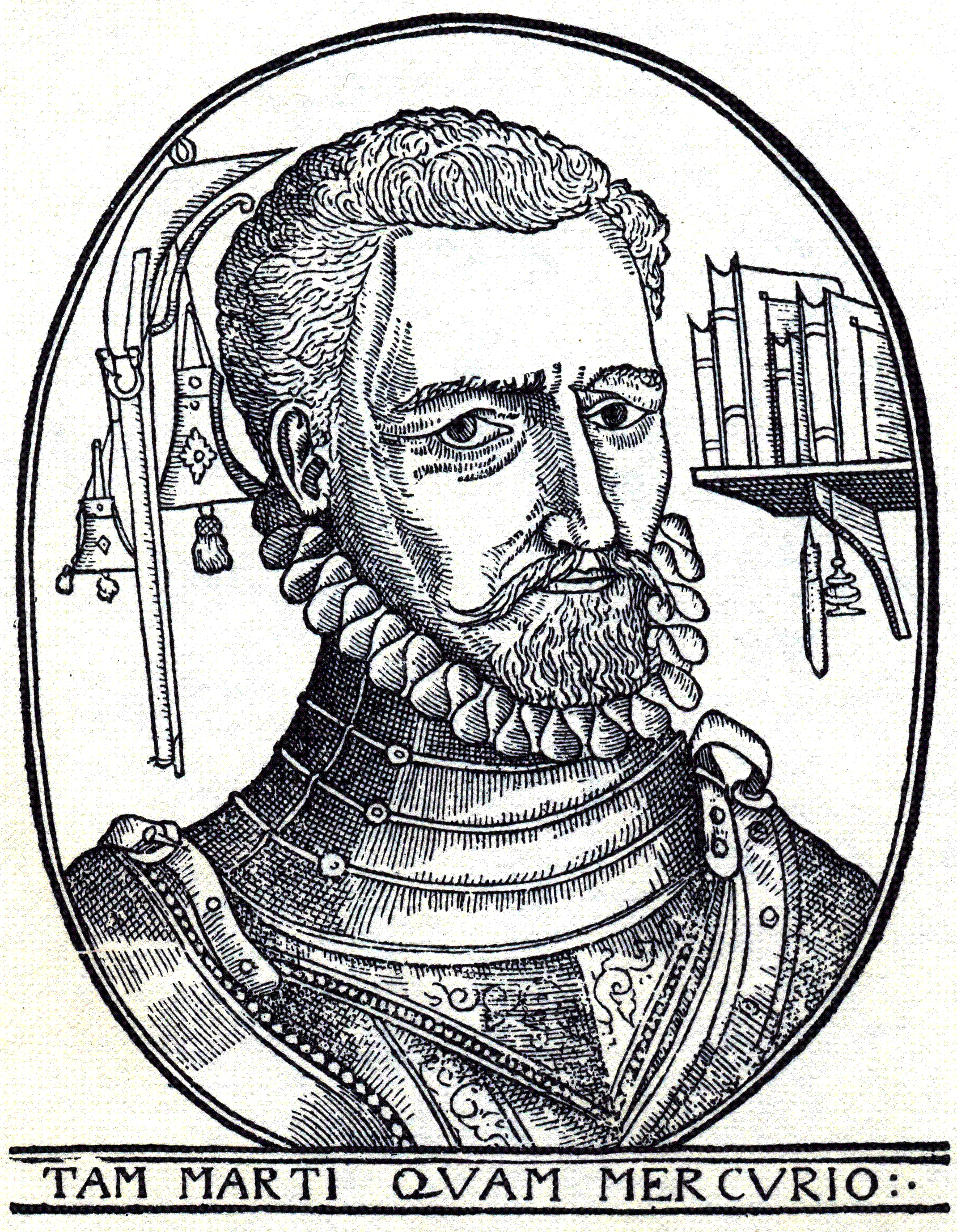
Портрет Джордж Гаскойна из книги The Steele Glas and Complaynte of Phylomene (1576)

Джордж Гаскойн (англ. George Gascoigne; около 1535, Кардингтон, Бедфордшир, Англия — 7 октября 1577, Стамфорд, Южный Кестивен, графство Линкольншир в Англии) — английский поэт и писатель

, литературный новатор елизаветинской эпохи. Один из первых, кто заложил культ обожествления королевы-девы Елизаветы I, состоящей в браке с её королевством и подданными. Яркий представитель английского Ренессанса в литературе.

## Биография
Сын землевладельца. Родился в провинциальной дворянской семье (отец Гаскойна был шерифом и мировым судьей в Бедфордшире, имел титул рыцаря). Образование получил в Тринити-колледже в Кембридже и в юридической школе Линкольнз-Инн. После его окончания перебрался в Лондон, где пытался начать карьеру придворного при королеве Елизавете I. Из-за распутной жизни был лишён отцом наследства, завёл полезные связи, женился на Элизабет Бретон, богатой вдове, стал отчимом Николаса Бретона, будущего видного английского поэта, писателя, памфлетиста, оказал большое влияние на его творчество.
Дважды в 1558 и 1572 годах он заседал в парламенте Англии.
Занятия сельским хозяйством Гаскойна были настолько неуспешны, что ему пришлось сесть в долговую тюрьму, а в следующем году он был занесён в списки Тайного Совета как «печально известный головорез … атеист и безбожник». Чтобы избежать неприятностей Дж. Гаскойн вступил в армию Британии, затем в 1572 году бежал от кредиторов в Нидерланды и поступил волонтёром в армию Вильгельма I Оранского. Был взят в плен при Лейдене. Четыре месяца провёл в испанском плену.
После выхода из тюрьмы неудачи продолжали преследовать его и Дж. Гаскойн вернулся в Англию, где был обвинён в измене, но потом оправдан.
В октябре 1577 года Джордж Гаскойн неожиданно заболел и скончался в самом расцвете своего творчества.

## Творчество
Автор трагедии «Иокаста» («Jocasta»; по «Финикиянкам» Еврипида), первая английская комедия в прозе «Подмененные» («Supposes», (1566, напечатан в 1573 году), один из первых переводов и переделка комедии Ариосто), которая использовалась Шекспиром в качестве примера для пьесы «Укрощение строптивой», сатирическая картина лондонской жизни «Стальное зерцало» («The steele glass»), написанная белыми стихами (вступительные стихи к ней подписаны именем совсем ещё молодого «Уолтера Рэли из Миддл-Темпла»).
Свои приключения в Голландии, где он побывал, описал в книгах «Плоды войны» («The fruites of warre») и «Путешествие Гаскойна в Голландию» («Gascoignes voyage into Hollande»). Ему принадлежат также «Приятная повесть о Фердинандо Джероними и Леоноре де Валаско» — первый английский психологический роман о любви со вставными стихами; трактат о стихосложении, один из первых в Англии, — «Некоторые замечания о том, как писать стихи и подбирать рифмы по-английски» (1575).
В последние два года жизни он написал и издал множество сочинений, в том числе «Благородное искусство псовой охоты» (1575) в стихах и прозе, по большей части позаимствовав материал из французских источников, и «Зерцало поведения», «трагическую комедию» о блудном сыне.
Г. Кружков в книге «Лекарство от Фортуны», посвященной поэтам эпохи Генриха VIII, королевы Елизаветы и короля Иакова писал: 

«Жизнь Гаскойна — сплошная череда неудач. Судите сами: его лишили наследства за мотовство, он поссорился с отцом и матерью, судился с братьями и проиграл, был выбран в парламент, но исключен из списков, женился на вдове много старше его — и оказался замешанным в дело о двоеженстве, сидел в тюрьме за долги, отправился на войну и попал в плен к испанцам, освободился, но не избежал подозрения в предательстве, вернулся на родину, где ценой огромных усилий наконец-то (в сорок лет) достиг так долго чаемого — первых литературных успехов и покровительства королевы, — и через год умер. Воистину поэт был прав, заявляя в своем стихотворении „Охота Гаскойна“, что всю жизнь стрелял мимо цели, что такова его судьба — давать промашку за промашкой» («Лекарство от Фортуны»). И ещё: «Гаскойн — поэт невезения. Свой дом в вечности он построил из обломков разбитых иллюзий. Его лучшие стихи — воспевание и прославление своих неудач. Лишь на руинах собственной жизни, свалив с плеч ношу, он испытывает блаженную легкость»